# Нью-Росс
Нью-Росс (ірл. Ros Mhic Thriúin) — місто на південному заході графства Вексфорд, Ірландія. Розташоване на річці Барроу, недалеко від кордону з графством Кілкенні, близько 20 км (12 миль) на північний схід від Вотерфорда. У 2016 році в ньому проживало 8040 чоловік, тобто Нью-Росс є четвертим за величиною містом в окрузі.

## Історія

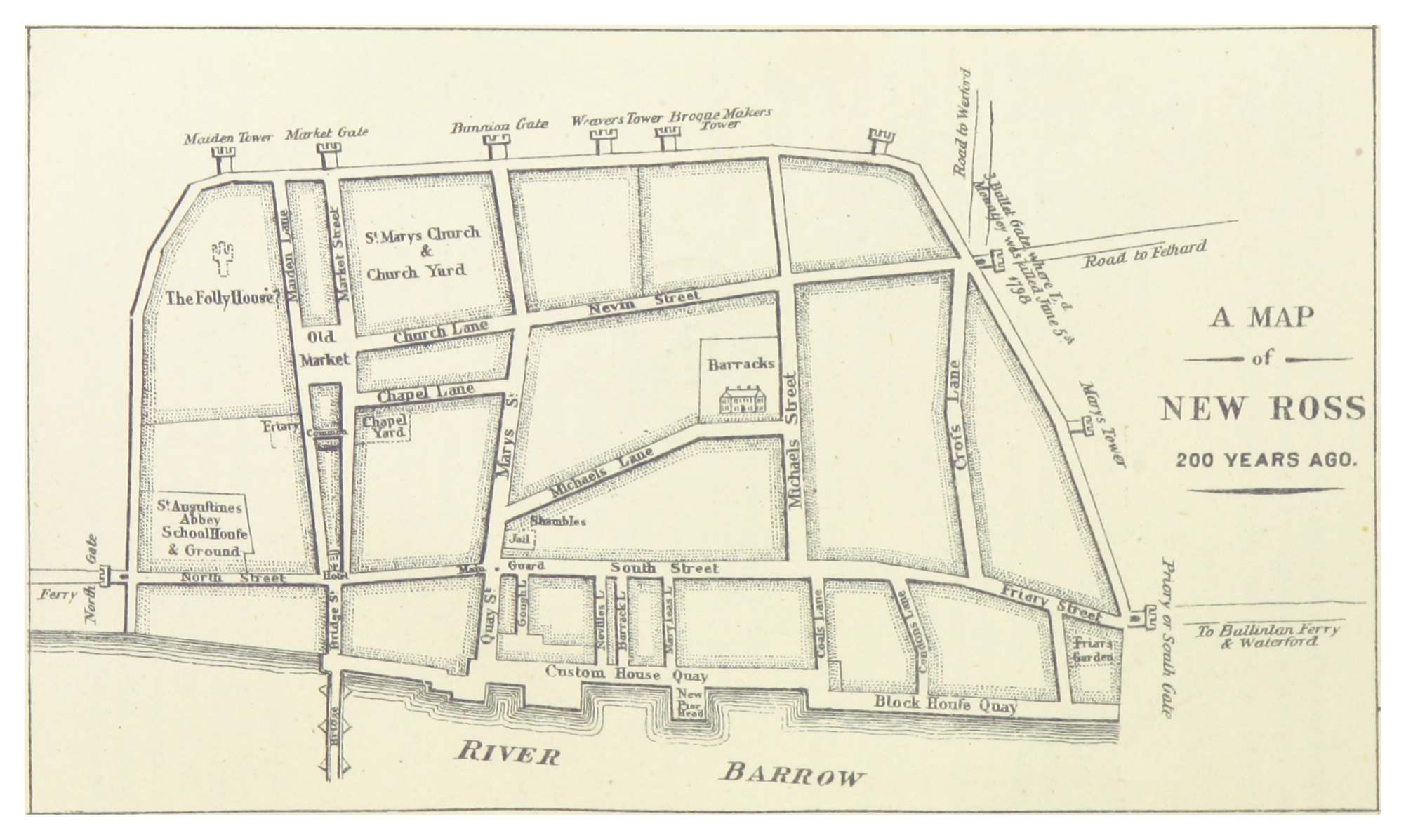
Новий Росс c. 1680 рік

Портове місто Нью-Росс бере свій початок ще до Середньовіччя. Найдавніше поселення в цій місцевості датується 6 століттям, коли св. Аббан Магераноїдський заснував монастир у теперішньому Ірландському місті. Оригінальні земляні круглі огорожі його монастиря були видні навколо кладовища, поки рада не прибрала їх. [джерело?] Це було замінено бетонною стіною та сталевою огорожею.[джерело?]  Його назва Рос скорочено від Ros Mhic Treoin, або Дерева Сина Треойна. 
Нью-Росс знаходився на території Дермота Мак-Мерроу і став відомим, коли англо-норманди завоювали регіон. Нормандський лицар Вільям Маршал та його наречена Ізабелла де Клер прибули на початку 13 століття. Земляна оборонна споруда під назвою девіз була побудована в Старому Россі, щоб утримувати нову завойовану територію. Навколо нього виник середньовічний район — населений англійськими та валлійськими поселенцями. Приїзд Ізабелли та Вільяма описаний у Хроніках Росса, які знаходяться у Британському музеї. У ньому зафіксовано, що в 1189 році Ізабелла взялася за «будівництво прекрасного міста на березі Барроу».[джерело?]  Статок міста ще більше збільшився, коли король Іоанн зробив Вільгельма графом Пембруком під час його коронації в 1199 році. Через рік граф-маршал переніс нормандську столицю Ленстер в Кілкенні, а Нью-Росс став головним портом. [джерело?]
Місто виросло навколо мосту, побудованого Вільямом Маршалом, зятем Річарда де Клера, 2-го графа Пембрука (Стронгбоу) і лідера нормандського вторгнення в Ірландію. Місту Нью-Росс (місто нового мосту) було надано Королівську хартію в 1207 році. Порт отримав поступки від короля Іоанна в 1215 році і знову в 1227 році, але згодом вони були скасовані Генріхом III та Едуардом I для захисту порту Вотерфорд. Нью-Росс все ще був найзайнятішим портом Ірландії в 13 столітті.  Ці обмеження були зняті в 14 столітті Едуардом II та Едуардом III.
Абатство Святої Марії (Ірландська церква) було побудовано в 1811 році. Є дві римо-католицькі церкви, парафіяльна церква СС. Михайла та Марії завершено у 1902 році, а костел Августинія відкрито у 1835 році.
За місто воювали в ірландських конфедеративних війнах 1640-х роках. У 1643 році місто протистояло облозі Джеймса Батлера, 1-го герцога Ормонда, який вів битву поблизу міста з ірландською армією під керівництвом Томаса Престона, 1-го виконта Тари, але згодом знову завойований Олівером Кромвелем. Місто знаходиться на важливому пункті перетину,[джерело?]  розташоване на річці Барроу між лиманом річки на південь і точкою, де річка Нор приєднується до Барроу на півночі. Тут відбулася одна з найкривавіших битв повстання 1798 року.

## Освіта
У Нью-Росс є чотири початкові школи, дві — для хлопчиків, одна — для дівчаток та одна — спільна школа. Дві школи для хлопчиків  — це Національна школа Майкла на вулиці, яка обслуговує дітей молодшого віку до 1 класу. Потім вони переходять до старшої школи, New Ross CBS, яку діти відвідують з 2 класу і далі. Початкова школа для дівчат, Сент-Джозеф, обслуговує учнів від немовлят до 6-го класу. У місті Нью-Росс, Сент-Кеніс, є змішана школа, яка розташована через міст у Росберконі. У Нью-Россі є п’ять загальноосвітніх шкіл, одна — хлопчиків, дві — дівчат, дві — змішані.
Коледж св. Августина та доброї ради, Нью-Росс, — це школа для хлопчиків, яка обслуговує понад 750 учнів, що робить її на сьогоднішній день найбільшою школою в Нью-Россі. Св. Марії та Лурдської Богоматері — це дві загальноосвітні школи. Дві змішані школи - це професійно-технічний коледж та середня загальноосвітня школа.

## Спорт
Спортивні організації в місті Нью-Росс включають Джеральдін О'Ханраханс GAA Club, Боксерський клуб Сент-Майклз, New Ross RFC, New Ross Celtic Soccer Club,  New Ross Town Soccer Club, New Ross Boat Club, New Ross Badminton Club, Плавальний клуб New Ross, Dunbrody Archers, United Striders AC та New Ross Golf Club.

## Мистецтво та культура
Центром мистецтв міста є Театр Святого Михайла. Нинішня будівля була побудована в 1806 році, через вісім років після повстання 1798 року, і служила парафіяльною церквою до 1902 року, коли була відкрита нова парафіяльна церква, Св. Марії та Михайла. У готелі St Michael's працюють 12 співробітників, театр на 300 місць, приміщення студії на 50 місць, картинна галерея, кінотеатр, кав'ярня та бар. 

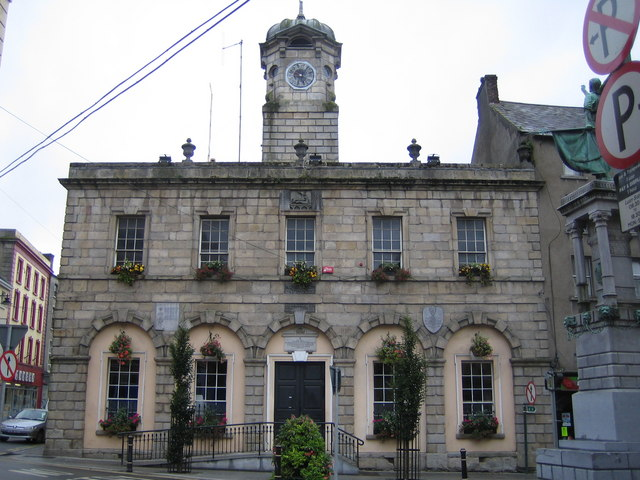
Толсель

Нью-Росс є домом для проекту Ros Tapestry, ініціативи громади, що здійснюється в усьому окрузі Вексфорд командою з 150 добровільних вишивальниць. Гобелени Рос зображують події, включаючи заснування Нового Росса Вільямом Маршалом.  Перший гобелен був завершений у 2002 році, і на сьогодні всі, крім одного, з 15 гобеленів завершені. У 2009 році виставка гобеленів Ros була відкрита на набережній, Нью-Росс. 

## Транспорт

### Дорога
Дорога, що перетинає Барроу, — це дорога N25, що з’єднує Корк, Вотерфорд-Сіті, 25 км і Гавань Росслера 40 км далеко. N30 пов'язує Енніскорті та Нью-Росс.

### Автобусне сполучення
Місто обслуговується кількома автобусними маршрутами, а його головна зупинка знаходиться на набережній міста. Щодня курсують послуги з / до Вотерфорда. Bus Éireann є головним оператором, що забезпечує швидкісні послуги до Дубліна та аеропорту Дубліна, а також до аеропорту Росслер Європа та Корк, а також місцеві послуги. Wexford Bus здійснює сполучення між Wexford та Waterford, тоді як автобуси Kilbride курсують маршрут, що зв’язує місто з Кілкенні. Wexford Local Link надає послуги з обслуговування Енніскорті.

### Залізниця
Нова залізнична станція Росс (Росберкон) відкрита 19 вересня 1887 року, закрита для пасажирських перевезень 30 березня 1964 року і закрита для вантажних перевезень до 1995 року  Це було важливим зв'язком між лініями, що обслуговували Дублін до Росслера, Бейгенальстауна через Палац Схід і до Вотерфорда. У 2020 році були підняті останні колії для підготовки до нового зеленого шляху. Частина колії була врятована залізницею Уотерфорд та Суїр-Веллі для збереження та повторного використання.

### Море
Нью-Росс - єдиний внутрішній порт Ірландії, розташований 32 км від моря на річці Барроу.  Невелика пристань для яхт знаходиться за течією міста.  Високий корабель  Асгард II, який забезпечував тренування, іноді стикався з Новим Россом під час своїх подорожей. [джерело?]

## Економіка
До створення кораблів, занадто великих, щоб дістатися до порту, у 19 столітті Нью-Росс був портовим містом. Однак річка занадто дрібна, щоб пропускати великі кораблі, і порт поступово занепадав. Місто продовжувало залишатися ринковим містом для багатої сільськогосподарської глибинки, але страждало від рецесії протягом 1970-х, 1980-х та початку 90-х років. Станом на 21 століття, в цьому районі існує певна галузь промисловості, де бізнес зосереджується на послугах та роздрібній торгівлі. Торгові точки, включаючи Tesco, Lidl та Aldi, розташовані подалі від центру міста.

### Туризм
Виставковий центр Гобелен Рос, розташований на набережній у місті Нью-Росс, являє собою серію з 15 вишитих панно з гобеленів. Зображення кельтської Ірландії, що розглядає кельтські ритуали, жінки-воїни та закон Брехона, до ранньохристиянської Ірландії, вікінгів Вексфорда та витіснення Діармайт МакМурчади з королівства Ленстер і плавання до Франції на пошуки короля Генріха II. Також зображений Вільям Маршал, який одружився з Ізабель де Клер, спадкоємицею Стронгбоу, графом Пемброк і онукою Діармайт МакМурчади.

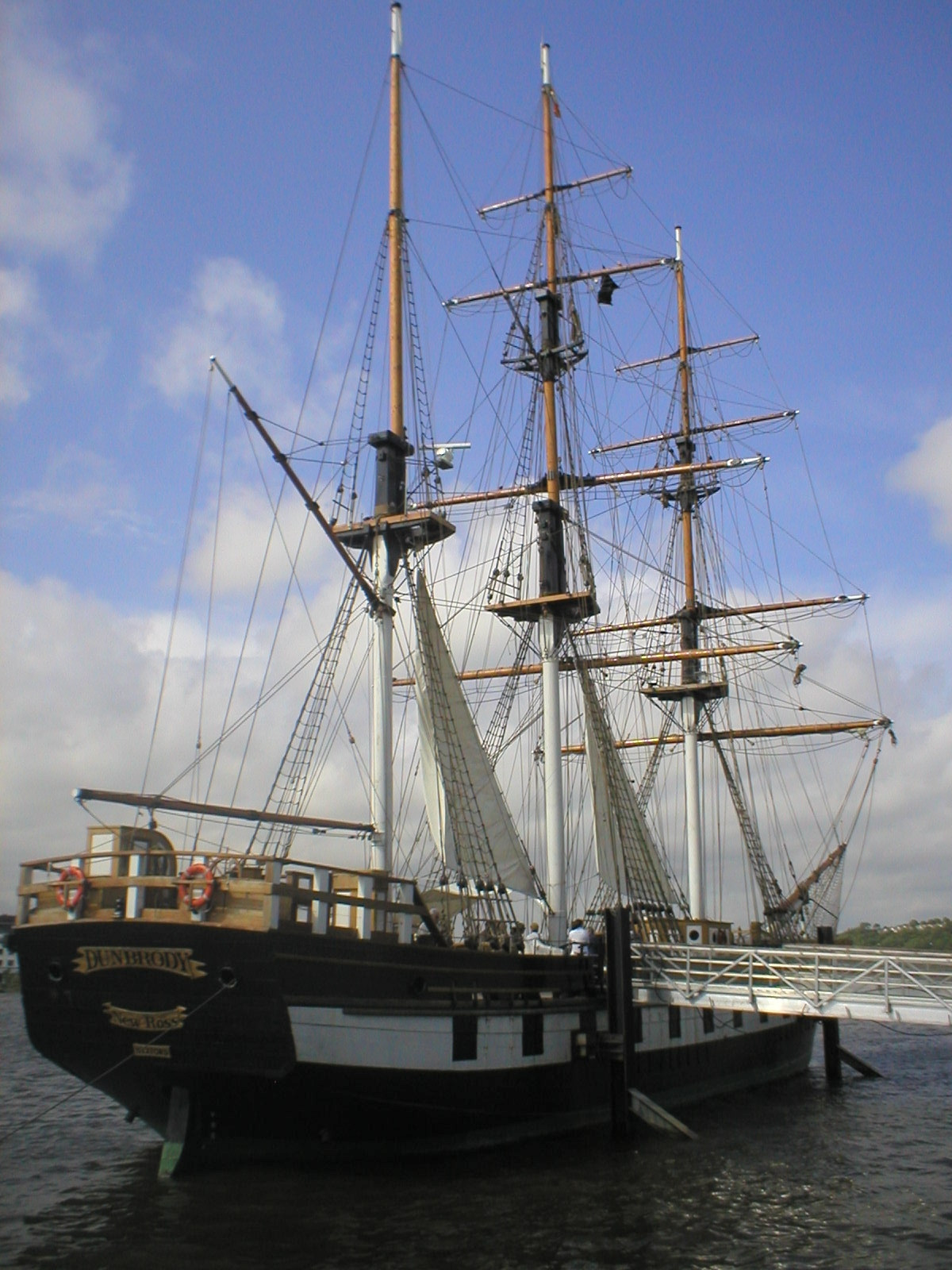
Корабель Dunbrody - повномасштабна копія оригінального судна 19 століття.

Нью-Росс є домом для репліки корабля Dunbrody, який пришвартувався на набережній. Корабель Dunbrody у 19 ст. використовувася для перевезення емігрантів. У місті також знаходиться Емігрантське полум'я; постійно палаюче полум’я в меморандумі про емігрантів про голод.
На набережній розташована статуя Джона Кеннеді. Статую відкрила в липні 2008 року його сестра Жан Кеннеді Сміт . Фестиваль JFK Dunbrody проводиться щороку в липні в місті та зосереджується головним чином на живій музиці на фестивальній сцені.
У селі Дунканнон, 21 км на південь від Нью-Росса, розташований форт Данканнон поруч із пляжем із блакитним прапором.
Назва стадіону ФК Ліверпуль на Енфілд- роуд походить від старого міста Енфілд у штаті Нью-Росс.  
Пам'ятник Брауну-Клейтону розташований на дорозі Нью-Росс - Вексфорд ( N25 ) приблизно 12 км схід від Нью-Росса.
Маяк Хука розташований 39 км на південь від Нью-Росса.
Сімейство Кеннеді Хомстед, родовий будинок президента США Джона Кеннеді, знаходиться 8 км на південь від Нью-Росса, а дендропарк JFK також розташований на південь від міста.  Це не пов'язано зі стадіоном О'Кеннеді Парк Вексфорд GAA.

## Відомі особистості
- Шон Коннік, Fianna Fáil TD з 2007-2011 рр. [джерело?]
- Джеймс Каллен, священик і засновник Асоціації повного утримання від піонерів, народився в місті Нью-Росс
- Кевін Дойл, ірландський міжнародний футболіст
- Мартін Дойл, одержувач Вікторії Крос
- Шан О'Кеннеді, капітан рекордсмена чемпіонів Велсфордської Гелі з футболу 1915-1918
- Грайн Мерфі, плавець, який виграв срібло на чемпіонаті Європи у довгих трасах 2010 року та бронзу на чемпіонаті Європи на коротких трасах 2010 року
- Томас Джозеф Пауер, єпископ Сент-Джонса, Ньюфаундленд
- Джон Редмонд, депутат від New Ross

## Міста-побратими
Нью-Росс має угоди про побратимство міст  із громадами:
- Хартфорд, штат Коннектикут, США
- Монкутан, Пуату-Шарант, Франція
- Ньюкасл, графство Даун